# Philippe II de Bade
Pour les articles homonymes, voir Philippe II.
 (mars 2017).
Si vous disposez d'ouvrages ou d'articles de référence ou si vous connaissez des sites web de qualité traitant du thème abordé ici, merci de compléter l'article en donnant les références utiles à sa vérifiabilité et en les liant à la section « Notes et références ».
Philippe II de Bade (Philipp von Baden), né le 19 février 1559 à Baden-Baden, décédé le 7 juin 1588 à Baden-Baden, fut margrave de Baden-Baden de 1569 à 1588.

## Biographie
Fils de Philibert de Bade et de Mathilde de Bavière, Philippe II fut élevé avec sa sœur Jacqueline à la cour de son oncle Albert V de Bavière. Il reçut une solide éducation dans la religion catholique et fit ses études à l'université d'Ingolstadt.
Son père protestant assura à chacun de ses sujets la liberté du culte. Mais il en fut tout autrement après son décès. Sa mère et sa sœur Jacqueline de Bade toutes deux catholiques très ferventes influencèrent le jeune Philippe II. Peu à peu le jeune marquis limita la liberté de culte dans son comté. Il obligea ses sujets à respecter les rites catholiques sous peine de graves punitions. 
En 1579 Philippe II améliora le château et fit ériger la chapelle, la cuisine, l'orangerie de style Renaissance. Il orna ce château avec une magnifique collection d'instruments de musique. Mais ce château causa d'énormes frais. Pour combler le déficit, il augmenta les impôts.
Philippe II ordonna la chasse aux sorcières. Lors d'une chasse aux sorcières  en 1580, dix-huit femmes furent brûlées à Rastadt, Baden-Baden et Kuppenheim.
Philippe II mourut sans héritiers, son cousin germain Édouard Fortunatus de Bade-Bade lui succéda.